# Куровщина (Брестская область)
Куровщина (бел. Куроўшчына) — деревня в Берёзовском районе Брестской области Белоруссии. Входит в состав Селецкого сельсовета.

## География
Деревня находится в центральной части Брестской области, на правом берегу реки Ясельды, при автодороге Н-97, на расстоянии приблизительно 4 километров (по прямой) к северо-западу от города Берёза, административного центра района. Абсолютная высота — 150 метров над уровнем моря. Площадь населённого пункта — 0,4842 км².

## История
По состоянию на 1905 год, в Куровщине проживало 143 человека. В административном отношении деревня входила в состав Носковской волости Пружанского уезда Гродненской губернии.
Согласно Рижскому мирному договору (1921), деревня вошла в состав межвоенной Польши. Входила в состав гмины Селец Пружанского повета Полесского воеводства Польши. В 1921 году числилось 47 жителей, проживавших в 5 домах. В этническом составе населения того периода поляки составляли 100 %. В конфессиональном составе населения преобладали православные христиане (100 %).
С 1939 года в БССР, с 1940 года деревня в составе Селецкого сельсовета.

## Население
По данным переписи 2019 года, в деревне проживало 50 человек.
| Год  | Население, человек |
| ---- | ------------------ |
| 1905 | 143                |
| 1921 | ↘ 47               |
| 2009 | ↗ 76               |
| 2019 | ↘ 50               |